# Arabis juressi
Arabis juressi är en korsblommig växtart som beskrevs av Werner Hugo Paul Rothmaler. Arabis juressi ingår i släktet travar, och familjen korsblommiga växter. Inga underarter finns listade i Catalogue of Life.